# Erasme de Lasarte i de Janer
Erasme de Lasarte i de Janer (Barcelona, 1865-28 de gener de 1938) és un pintor. Fou germà de l'escriptor Josep Maria de Lasarte i de Janer, cosí del capità Julio de Lasarte Pessino i net de l'industrial Erasme de Janer i de Gònima.

## Biografia
Pintor de gènere, sobretot paisatgista i de costums. Tècnica: pintura d'oli, aquarel·la i pastell i dibuixos de llapis i ploma.
Concorregué a diferents exposicions oficials barcelonines (Exposició d'autoretrats d'artistes espanyols de 1907-08, Cercle Eqüestre 1907, V Exposición internacional de Bellas Artes é Industrias Artísticas 1907, Exposició Primavera 1913 Círcol Artístic, 1a exposició Artistas Reunidos 1918, Ateneu Enciclopèdic Popular 1922, i certàmens barcelonins al Palau de Belles Arts de 1911, 1918, 1919 i 1920, on exposà «Festa vespertina a Venècia», «Escenes argelines» i «Mercat de Kairouan») i a la Universal de Brussel·les del 1910. Hi ha l'obra seva «Amsterdam» a reserva del Museu Nacional d'Art de Catalunya. Altres obres: «Pins i roques» (1920) i «Boulevard Saint Michel» (1921).
Fou soci del Cercle Artístic. Va tenir gran amistat amb Cecília de Madrazo, la vídua de Marià Fortuny i els seus fills. Altres amics: Cardunets i Raurich, Puig Perucho, Vázquez, Néstor, Matilla, Rusiñol, Mir, Isern...
Passà llargues temporades a París, Venècia i molts hiverns al Nord d'Àfrica (per exemple a Alger, l'ambient del qual va reflectir en algunes de les seves teles). Viatjà freqüentment per Espanya, França, Bèlgica, Països Baixos i Itàlia.